# مرزیفون
مرزیفون (به ترکی استانبولی: Merzifon) شهری است در کشور ترکیه که در استان آماسیه واقع شده‌است. جمعیت این شهر بر اساس سرشماری سال ۲۰۰۸ میلادی ۵۲٬۱۹۲ نفر و بر اساس برآوردهای سال ۲۰۰۹ میلادی ۵۲٬۳۳۴ نفر می‌باشد.